# Celleporina derungsi
Celleporina derungsi är en mossdjursart som beskrevs av Souto, Reverter-Gil och Fernández-Pulpeiro 20. Celleporina derungsi ingår i släktet Celleporina och familjen Celleporidae. Inga underarter finns listade i Catalogue of Life.